# Господинов, Георгий
Георгий Господи́нов Гео́ргиев (болг. Георги Господинов Георгиев; род. 7 января 1968, Ямбол, Болгария) — болгарский поэт, прозаик, литературовед, литературный критик. Лауреат Международной Букеровской премии 2023 года за роман «Времеубежище» (2020).

## Биография
Родился в 1968 году в городе Ямболе. Окончил факультет болгарской филологии Софийского университета. С 1993 года работает (в 1998—2003 годах — главный редактор) в газете «Литературен вестник». Кроме этого, является редактором болгарского отдела в Оксфордском литературном журнале Orient Express. Докторант Института литературы при Болгарской академии наук.
В 2023 году Господинову и переводчице Анджеле Родель присудили Международную Букеровскую премию за роман «Времеубежище» (англ. Time Shelter, 2022), изначально опубликованный Господиновым на болгарском языке в 2020 году. Сюжет романа разворачивается вокруг истории лечебного центра для пациентов с болезнью Альцгеймера.
Оказал значительное влияние на многих болгарских авторов следующего поколения — в частности, на Николая Атанасова.

## Творчество

### Поэтические сборники
- «Лапидариум» (1992)
- «Черешата на един народ» (1996, 1998, 2003)
- «Писма до Гаустин» (2003)
- «Балади и разпади» (2007)
- «Там, където не сме» (2016)

### Проза
- «Естествен роман» (1999, 2000)
- «И други истории» (2001)
- «О, Хенри: 3 коледни истории с илюстрации» (2007)
- «Вечната муха» (2010)
- «Физика на тъгата» (2011)
- «Невидимите кризи» (2012)
- «И всичко стана луна» (2013)
- «Всичките наши тела» (2018)
- «Времеубежище» (2020)

### Другие книги
- Пьесы «D.J», «Апокалипсис приходит в 6 вечера»

Литературные мистификации:
- «Българска христоматия» (1995)
- «Българска антология» (1998)

### Издания на русском языке
- Господинов Г. Времеубежище / пер. с болг. Н. Нанкиновой. — СПб.: Поляндрия No Age, 2023. — 285 с. — ISBN 978-5-6048275-2-9.